# Dongaon Makta, Aurad
Dongaon Makta là một làng thuộc tehsil Aurad, huyện Bidar, bang Karnataka, Ấn Độ.